# 長田大主
長田大主（1456年—1517年）是琉球第二尚氏王朝時期石垣島的一位豪族，後被尚真王任命為八重山頭職。
名乘信保。出生在波照間島，8歲移居石垣島。他在石垣島南部發展勢力，與攻取北部的西表島豪族慶来慶田城用緒結為義兄弟。長田大主又將妹妹古乙姥嫁給了東部豪族遠彌計赤蜂。
1500年遠彌計赤蜂之亂發生之時，長田大主勸遠彌計赤蜂歸順琉球王府，但遭遠彌計赤蜂拒絕，其二弟也遭殺害。長田大主逃亡到西表島的古見，並與宮古島豪族仲宗根豐見親一起向琉球王府報告遠彌計赤蜂謀反之事。琉球王府迅速派兵鎮壓了叛亂，其妹古乙姥因跟隨夫君叛亂而被處死。
長田大主的另一位姐妹真乙姥，在叛亂期間，以祝女的身份為王府軍祈禱武運和航海的安全，因此功績而被昇為當地最高的祝女——永良比金一職。
此後，長田大主被任命為古見大首里大屋子，後轉任石垣頭職。子孫為長榮姓，名乘頭為「信」。